# Shell Mera
Shell Mera (cunoscut sub numele de Shell, La Shell sau Shell-Mera) este un oraș situat în partea centrală a  Ecuadorului, la poalele Anzilor, în provincia Pastaza. Numele localității provine din denumirea companiei petroliere Royal Dutch Shell și Mera, un oraș situat la o distanță de 5 km vest.

## Baza petrolieră Shell
Localitatea a luat ființă în anul 1937 ca și bază de prospecțiuni petroliere a companiei anglo-olandeze Royal Dutch Shell. Inițial cuprindea câteva barăci și o pistă de aterizare lungă de 1500 m. Baza petrolieră era situată nu departe de un teritoriu locuit de triburi ostile de amerindieni, care au atacat Shell Mera de mai multe ori, în mai multe cazuri conflictul având și victime din cadrul angajaților companiei. 
Din acest motiv, Royal Dutch Shell abandonează Shell Mera în 1948. Se pare însă că adevăratul motiv pentru părăsirea bazei era de factură economică și anume boom-ul economic al industriei petroliere din Orientul Mijlociu. După 10 ani de prospecțiuni, compania nu a mai exploatat hidrocarburi din regiune.